# Macrostylophora lupata
Macrostylophora lupata är en loppart som först beskrevs av Jordan et Rothschild 1921.  Macrostylophora lupata ingår i släktet Macrostylophora och familjen fågelloppor.

## Underarter
Arten delas in i följande underarter:
- M. l. lupata
- M. l. bamana